# Ditassa rotundifolia
Ditassa rotundifolia là một loài thực vật có hoa trong họ La bố ma. Loài này được (E.Fourn.) Baill. mô tả khoa học đầu tiên năm 1890.